# Alessandro Pasqualini

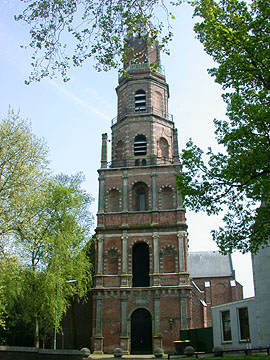
IJsselstein: kerktoren

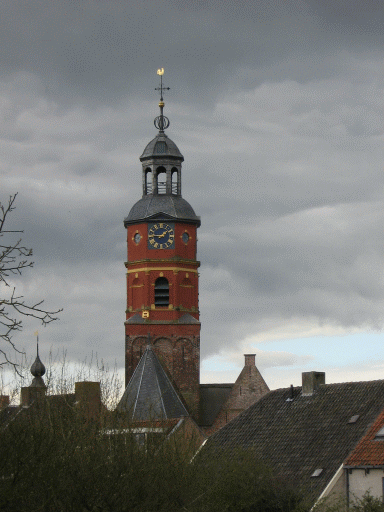
Buren: kerktoren, het onderste achthoekige gedeelte is ontworpen door Pasqualini.

Alessandro Pasqualini (Bologna, 5 mei 1493 - Bielefeld, 1559) was een Italiaanse architect uit de tijd van de renaissance. 
Hij werd geboren in Bologna en was van adellijke afkomst. In Rome maakte hij kennis met het werk van de architecten Rafaël, Baldassare Peruzzi en Donato Bramante. Na de kroning van Karel V tot keizer te Bologna in 1530 maakte hij kennis met Maximiliaan van Egmond, zoon van Floris van Egmond, graaf van Buren, heer van IJsselstein en leenheer van Grave. Van Egmond was onder de indruk van de Italiaanse architectuur van die tijd en nam Pasqualini in dienst als bouwheer. Pasqualini zou 18 jaar in de Nederlanden blijven en was een van de eersten die in de Noordelijke Nederlanden de renaissance in zuivere vorm in de architectuur toepaste. Zijn eerste werk voor de Van Egmonds is waarschijnlijk de kerktoren van IJsselstein geweest. Andere werken waren de verbouwing van het kasteel van Buren, een achtkante bovenbouw voor de toren van de kerk in die stad en een nieuwe gevel voor het zuidtransept van de kerk van Grave. Ook als vestingbouwer was hij actief, onder meer in Kampen, Buren en Leerdam.
Na het overlijden van Maximiliaan van Egmond werd Pasqualini hofbouwmeester van hertog Willem V van Gulik, Kleef en Berg. Hij ontwierp een paleis te Gulik (de Duitse stad Jülich), alsmede de citadel en het stadhuis in die stad. 
Hij overleed in 1559 in Bielefeld. Zijn zonen Maximiliaan en Johan zetten het werk van hun vader voort.

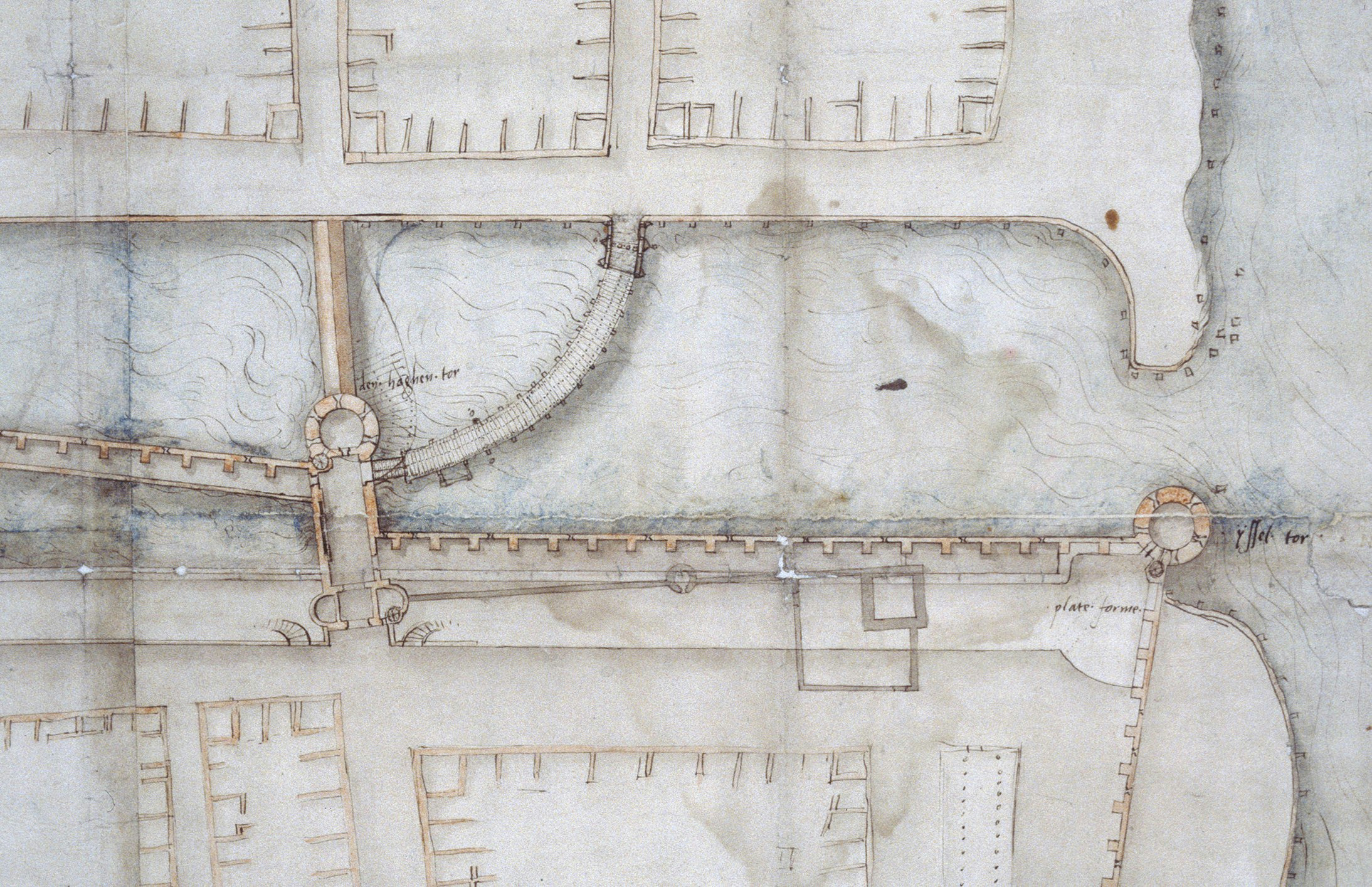
Plattegrond van Kampen
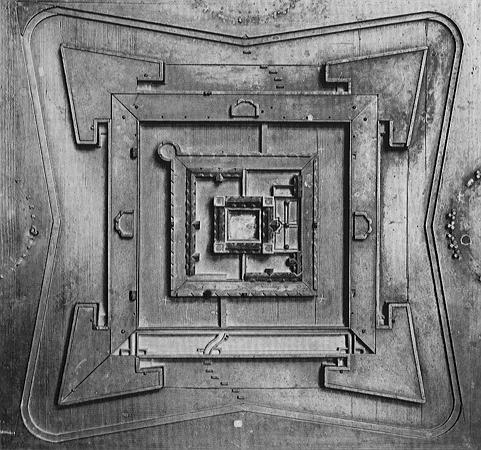
Ontwerp voor de citadel van Jülich
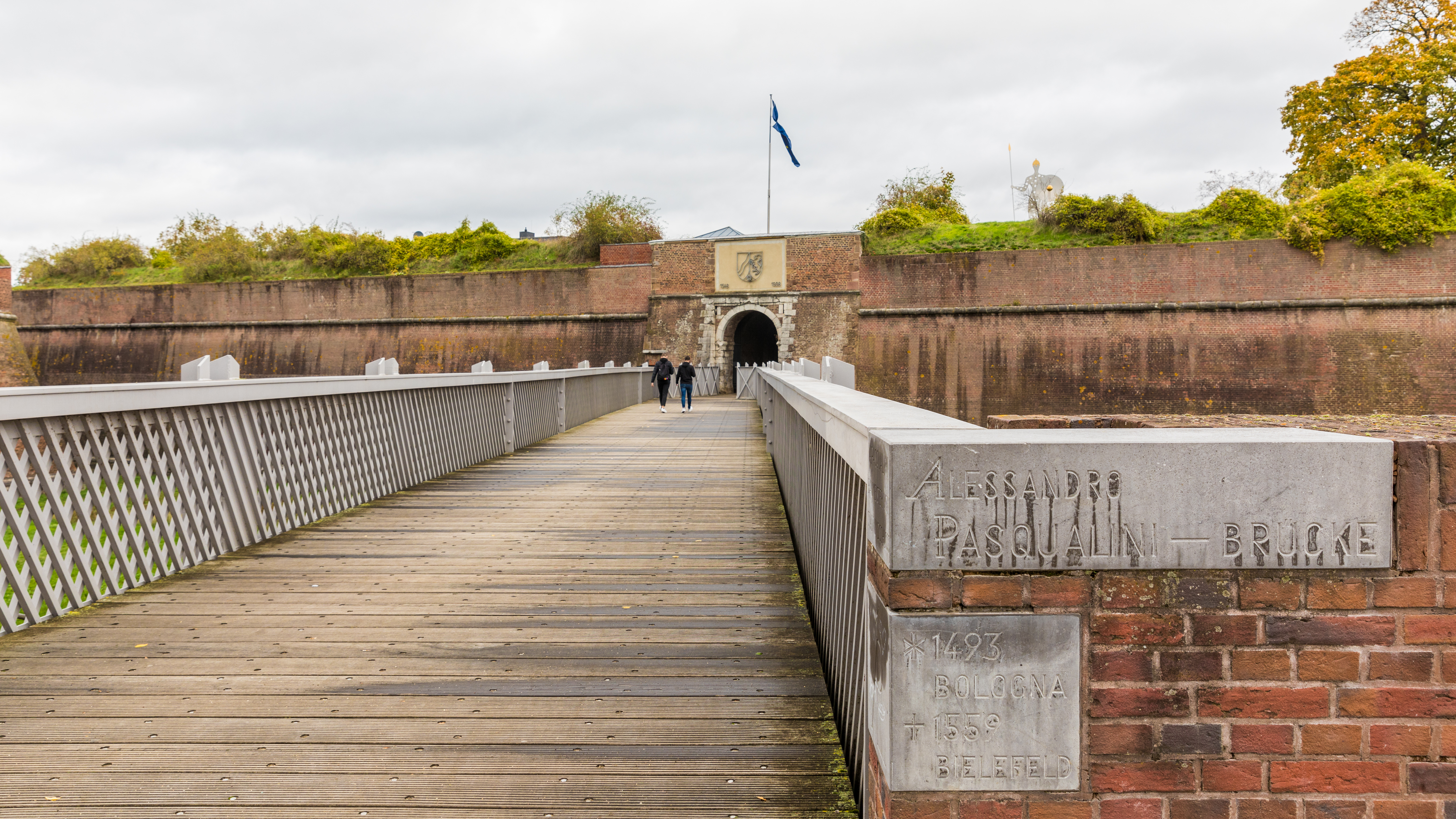
Jülich

- Bibliothèque nationale de France: cb166793532 (data)
- Gemeinsame Normdatei: 118591916
- International Standard Name Identifier: 0000 0001 1443 4238
- Library of Congress Control Number: n95083216
- Nederlandse Thesaurus van Auteursnamen: 070895996
- RKD-Nederlands Instituut voor Kunstgeschiedenis: 316468
- Istituto Centrale per il Catalogo Unico: VEAV465079
- Système universitaire de documentation: 169793222
- Union List of Artist Names: 500092612
- Virtual International Authority File: 48479048
- WorldCat: E39PBJx8FrhFwCmyjTdH9Qkv73